# 이베로아메리카 국가 기구

이베로아메리카 국가 교육 과학 문화 기구 회원국

이베로아메리카 국가 교육 과학 문화 기구의 기

이베로아메리카 국가 교육 과학 문화 기구의 로고

이베로아메리카 국가 교육 과학 문화 기구(스페인어: Organización de Estados Iberoamericanos para la Educación, la Ciencia y la Cultura), 포르투갈어: Organização dos Estados Ibero-americanos para Educação, Ciência e Cultura). 약칭 OEI)는 아메리카와 유럽의 스페인어, 포르투갈어 사용국과 아프리카의 적도 기니로 이루어진 정부간 기구이다. 보통 이베로아메리카 국가 기구로 약칭한다.

## 회원국
| 번호 | 회원국                       | 가입연도                                      | 회원국 등급                | 언어                                                   | 지역                                        | 면적Km2       | 기타                                                                            |
| ---- | ---------------------------- | --------------------------------------------- | -------------------------- | ------------------------------------------------------ | ------------------------------------------- | ------------- | ------------------------------------------------------------------------------- |
| 1    | 스페인                       | 1991년 7월 19일                               | 정회원국                   | 스페인어                                               | 남유럽, 이베리아반도                        | 504,030       | 스페인어권 의장국,주도국,종주국,수장국/이베로 아메리카 기구 양대산맥,쌍두마차   |
| 2    | 포르투갈                     | 1991년 7월 19일                               | 정회원국                   | 포르투갈어                                             | 남유럽, 이베리아반도                        | 92,391        | 포르투갈어권 의장국,주도국,종주국,수장국/이베로 아메리카 기구 양대산맥,쌍두마차 |
| 3    | 안도라                       | 2004년                                        | 정회원국                   | 카탈루냐어                                             | 남유럽                                      | 468           | 프랑코포니 정회원국                                                             |
| 4    | 브라질                       | 1991년 7월 19일                               | 정회원국                   | 포르투갈어                                             | 남아메리카                                  | 8,515,767     | 회원국 최대 면적                                                                |
| 5    | 과테말라                     | 1991년 7월 19일                               | 정회원국                   | 스페인어                                               | 중앙아메리카                                | 108,889       |                                                                                 |
| 6    | 도미니카 공화국              | 1991년 7월 19일                               | 정회원국                   | 스페인어                                               | 중앙아메리카                                | 48,442        |                                                                                 |
| 7    | 멕시코                       | 1991년 7월 19일                               | 정회원국                   | 스페인어                                               | 북아메리카                                  | 1,972,550     |                                                                                 |
| 8    | 베네수엘라                   | 1991년 7월 19일                               | 정회원국                   | 스페인어                                               | 남아메리카                                  | 916,445       |                                                                                 |
| 9    | 볼리비아                     | 1991년 7월 19일                               | 정회원국                   | 스페인어, 케추아어, 아이마라어, 과라니어외 34개 공용어 | 남아메리카                                  | 1,098,581     |                                                                                 |
| 10   | 아르헨티나                   | 1991년 7월 19일                               | 정회원국                   | 스페인어                                               | 남아메리카                                  | 2,780,400     |                                                                                 |
| 11   | 에콰도르                     | 1991년 7월 19일                               | 정회원국                   | 스페인어                                               | 남아메리카                                  | 283,560       |                                                                                 |
| 12   | 엘살바도르                   | 1991년 7월 19일                               | 정회원국                   | 스페인어                                               | 중앙아메리카                                | 21,040        |                                                                                 |
| 13   | 우루과이                     | 1991년 7월 19일                               | 정회원국                   | 스페인어                                               | 남아메리카                                  | 176,215       |                                                                                 |
| 14   | 온두라스                     | 1991년 7월 19일                               | 정회원국                   | 스페인어                                               | 중앙아메리카                                | 112,492       |                                                                                 |
| 15   | 칠레                         | 1991년 7월 19일                               | 정회원국                   | 스페인어                                               | 남아메리카                                  | 756,950       |                                                                                 |
| 16   | 코스타리카                   | 1991년 7월 19일                               | 정회원국                   | 스페인어                                               | 중앙아메리카                                | 51,100        |                                                                                 |
| 17   | 콜롬비아                     | 1991년 7월 19일                               | 정회원국                   | 스페인어                                               | 남아메리카                                  | 1,141,748     |                                                                                 |
| 18   | 쿠바                         | 1991년 7월 19일                               | 정회원국                   | 스페인어                                               | 북아메리카, 카리브 제도, 대앤틸리스 제도    | 110,860       |                                                                                 |
| 19   | 파나마                       | 1991년 7월 19일                               | 정회원국                   | 스페인어                                               | 중앙아메리카                                | 75,517        |                                                                                 |
| 20   | 파라과이                     | 1991년 7월 19일                               | 정회원국                   | 스페인어, 과라니어                                     | 남아메리카                                  | 406,750       |                                                                                 |
| 21   | 페루                         | 1991년 7월 19일                               | 정회원국                   | 스페인어                                               | 남아메리카                                  | 1,285,216     |                                                                                 |
| 22   | 니카라과                     | 1991년 7월 19일                               | 정회원국                   | 스페인어                                               | 중앙아메리카                                | 130,000       |                                                                                 |
| 23   | 적도 기니                    | 2009년                                        | 준회원국                   | 스페인어, 포르투갈어, 프랑스어                         | 중앙아프리카                                | 28,051        |                                                                                 |
| 24   | 푸에르토리코미국 자유 연합주 | 2001년                                        | 준회원국                   | 스페인어, 영어                                         | 북아메리카, 카리브 제도.대앤틸리스 제도     | 9,104         |                                                                                 |
| 합계 | 24 개국                      | 1991년 7월 19일 창립2004년 안도라 정회원 가입 | 22개-정회원국/2개-준회원국 | 스페인어, 포르투갈어                                   | 이베리아반도, 라틴아메리카, 남아메리카 분포 | 20,626,566Km2 | 스페인 제국, 포르투갈 제국 과거 식민지                                          |

- 과테말라
- 니카라과
- 도미니카 공화국
- 멕시코
- 베네수엘라
- 볼리비아
- 브라질
- 스페인
- 아르헨티나
- 안도라
- 에콰도르
- 엘살바도르
- 온두라스
- 우루과이
- 적도 기니
- 코스타리카
- 콜롬비아
- 쿠바
- 칠레
- 파나마
- 파라과이
- 페루
- 포르투갈
- 푸에르토리코

## 같이 보기
- 이베로아메리카 정상회의
- 이베로아메리카
- 아메리카 국가 기구
- 라틴아메리카·카리브 국가 공동체
- 포르투갈어 사용국 공동체